# Lacena Golding-Clarke
Lacena Golding-Clarke, född den 20 mars 1975, är en jamaicansk friidrottare som tävlar i häcklöpning och tidigare i längdhopp.
Golding-Clarke började sin karriär som längdhoppare och deltog bland annat vid Olympiska sommarspelen 2000 där hon emellertid inte tog sig vidare till finalen. Under 2002 deltog hon vid Samväldesspelen på 100 meter häck där hon vann guld. Hon slutade även fyra på 60 meter häck vid inomhus-VM 2003 i Birmingham. Vid utomhus-VM 2003 i Paris blev hon åtta och vid Olympiska sommarspelen 2004 slutade hon femma. Samma år blev hon även trea vid IAAF World Athletics Final i Monaco.
Hon deltog vid Samväldesspelen 2006 där hon slutade fyra och vid inomhus-VM 2008 i Valencia blev hon fyra på 60 meter häck.

## Personliga rekord
- 60 meter häck - 7,83
- 100 meter häck - 12,68
- Längdhopp - 6,87 meter